# Dieudonné Mubenzem
Dieudonné Mubenzem (* 22. März 1996 in Prag) ist ein tschechischer Handballspieler. Seit Sommer 2022 läuft der Linkshänder und rechte Rückraumspieler für den deutschen Verein EHV Aue auf.

## Karriere
Der in Tschechien geborene und aufgewachsene Mubenzem machte seine ersten Handballerfahrungen beim Erstligisten HC Dukla Prag. Dort reifte er auch zum Nationalspieler. Der 1,90 Meter große Linkshänder gilt als große Hoffnung des tschechischen Handballs.
Ab der Saison 2018/19 lief Dieudonné Mubenzem für den mittelhessischen Zweitligisten TV Hüttenberg auf. Im Sommer 2021 schloss er sich dem HSC 2000 Coburg an. Zur Saison 2022/23 wechselte er zum Drittligisten EHV Aue. Mit Aue stieg er 2023 in die 2. Bundesliga auf.

## Nationalmannschaft
Dieudonné Mubenzem ist tschechischer Nationalspieler. Er kam bei der Europameisterschaft 2018 und 2020 zum Einsatz.